# Moca (Puerto Rico)
Moca ist eine der 78 Gemeinden von Puerto Rico.
Sie liegt im Nordwesten von Puerto Rico. Sie hatte 2019 eine Einwohnerzahl von 34.891 Personen.

## Geschichte
Moca ist bekannt als La Capital del Mundillo (Die Hauptstadt der Spitze) und berühmt für seine Spitze oder Mundillo. Gegründet wurde sie von José de Quiñones am 22. Juni 1772. Andere Quellen geben das Jahr 1774 als Gründungsjahr an. Am 14. August 1898 drangen die Streitkräfte der Vereinigten Staaten in die Stadt Moca ein und nahmen sie ein, wobei sie auf keinen Widerstand stießen. Am 8. August 1898, nach dem offiziellen Ende des Spanisch-Amerikanischen Krieges, wurde Puerto Rico als Ergebnis des Pariser Vertrages von 1898 ein Territorium der Vereinigten Staaten.

## Gliederung
Die Gemeinde ist in 13 Barrios aufgeteilt:
1. Aceitunas
2. Capá
3. Centro
4. Cerro Gordo
5. Cruz
6. Cuchillas
7. Marías
8. Moca barrio-pueblo
9. Naranjo
10. Plata
11. Pueblo
12. Rocha
13. Voladoras

## Söhne und Töchter der Stadt
- Carlos Quintana (* 1976), Boxer